# Битка код Тасафаронге
Битка код Тасафаронге је понегде уписана и као Четврта битка код острва Саво или, у јапанским изворима као Битка код Лунга Поинта (Јапански: ルンガ沖夜戦).
То је била морнаричка битка између снага Сједињених Америчких Држава и Јапана која се десила 30. новембра 1942. године. Та битка је уједно била и последња у серији морнаричких битака током шесто-месечне Гвадалканалске кампање. Битка се одиграла у пролазу између острва Гвадалканал и оства Саво, и названа је према Тасафаронги на Гвадалканалу, која је била место за искрцавање јапанских залиха за Гвадалканал а уједно и крајње одредиште јапанских разарача ангажованих у тој борби.

## Увод
Након катастрофе у новембарској транспортној операцији, јапанска команда је увидела да не може да поврати Гвадалканал. Остала је могућност да непријатељ плати што скупље његово освајање. Допремање хране, муниције и других потреба уморним јапанским војницима, пало је поново на терет разарача „токио експреса“. Јапанским разарачима је командовао контраадмирал Раизо Танака. Након губитка транспортих бродова, он се трудио да одржи такав режим испоруке, како би војска на острву добила што више појачања и резерве, на које иначе није могла да рачуна.

## Америчке припреме
Да би спречио нова јапанска снабдевања разарачима, адмирал Вилијам Хелси наређује да се прекине комуникациона линија између острва Шортленд и рта Есперанс. Након новембарских борби код Гвадалканала, адмирал Хелси се осећао довољно снажним да формира извиђачко-ударну групу која треба да изврши тај задатак. Претпостављало се да ће та група да пронађе и уништи противника пре него што он дође до Гвадалканала. Приближно 20. новембра 1942. године је формирана група ТФ-67 (Task Force 67), у чијем саставу су биле 4 тешке крстарице - Минеаполис, Пенсакола, Њу Орлеанс и Нортемптон, 1 лака крстарица - Хонолулу и 4 разарача - Флечер, Дрејтон, Маури и Перкинс. За команданта групе постављен је контраадмирал Томас Кинкејд, но свега три дана касније он предаје команду контраадмиралу Рајту, и одлази за Дач Харбор да преузме команду над тамошњим америчким снагама. Карлетон Рајт се надао да има времена за обуку своје групе. Међутим, 29. новембра 1942. године адмирал Хелси му наређује да са групом ТФ-67 пресретне и уништи долазећи „токио експес“. Током 30. новембра Хелси добија нове извештаје од извиђачких авиона и уверава се да Јапанци не планирају ништа битно. Танака је водио свега 8 разарача и једва да је заслужио пажњу америчке флоте. Да се врате бродови конта-адмирала Рајта већ је било касно, а на неки начин и нелогично.

## Торпеда против топова
Око 23:00 30. новембра 1942. године Танака води бродове скоро тачно на југ, заобилазећи острво Саво са запада. Међу бродовима само су два разарача била „дежурна“ и спремна за борбу. Остали су били пуни војника и товара робе. У 23:05 бродови смањују брзину на 12 чвора и посаде се припремају да спусте чамце са десантом и пакетима робе. Близу рта Есперанс колона скреће на југоисток, пратећи обрисе обале.
За време пута од Еспириту Санто до Гвадалканала, Рајт је проучио састав противничке групе. Он дели свој састав на два одреда: први чине 4 разарача (Флечер са радаром, Дрејтон, Маури и Перкинс), а други 5 крстарица (Минеаполис, Пенсакола, Њу Орлеанс, Нортемптон и Хонолулу) и 2 разарача (Ламсон и Ларднер) који су се управо вратили са ескортовања и придружили групи. У 23:00 америчка колона предвођена одредом разарача плови на запад. Још док се налазио у мореузу Слот, Рајт тражи од базе на острву Тулаги авион за коректуру, али од тога није било ништа. Амерички историчари говоре о „лошим временским условима“, међутим изнад мореуза је била лепа и мирна ноћ. У 23:06 Флечер успоставља радарски контакт са непријатељем и тражи дозволу за торпедни напад. Одобрење је дошло након минут, но јапански разарачи већ су одмакли, тако да плотун од близу 20 торпеда са америчких разарача није нанео никакву штету.
У 23:21 осматрачи на заставном броду Наганами су приметили два трага од торпеда и Танака увиђа да су његови бродови упали у клопку. Он наређује разарачима-транспортерима да колико год могу брзо да се припреме за борбу. Минут и по касније амерички бродови отварају ватру из топова. и на тај начин откривају своју позицију. Пројекрили су почели да падају све ближе јапанским разарачима и стога капетан разарача Таканами одлучује да жртвује свој брод, како би спасио остале бродове са десантом. Брзо излази из „сенке“ обале и појављује се као најјаснија мета на америчким радарима. Капетан нарећује да се допунски демаскира брод, тако што ће да се отвори паљба из топова.
Већ након првих плотуна, амерички бродови концентришу сву ватру на разарач Таканами. За неколико минута брод је добио више десетина погодака и експлодира. Ни један члан посаде на Таканамију није се спасио. Међутим пре него што је потопљен, брод је спустио у воду чамце са појачањем за острво. Док су Американци уништавали усамљени Таканами, Танака идентификује противничке бродове по бљеску из топова 203 mm. Следећи његове инструкције Наганами скреће за 180 степени, притом испаљује торпедну салву. Остали разарачи прате маневар свог заставног брода и такође испаљују торпеда. У 23:27 50 јапанских „дугих копља“ су достигла до колоне америчких крстарица и започињу уништавање. Уједно то је и крај битке, која је била најкраћа поморска битка у склопу борбе за Гвадалканал.
Крстарицу Минеаполис погађа једно торпедо које откида 18 метара предњег дела, крстарица Њу Орлеанс скреће надесно како се не би сударила са заставним бродом и погађа је торпедо у предњи артиљеријски магацин. Крстарица се преполовила на два дела, но остала је на води и чак се кретала. Касније се посада хвалила, како је то једини брод који се сударио сам са собом - прамац је одлетео у ваздух и пао на крму. Пенсакола скреће улево и добија торпедо у бок, услед чега се пали резервоар нафте и ускоро је цео брод у пламену. Из строја испада електрични систем и топови су ућутали. На крстарици Хонолулу су увидели присуство невидљиве опасности и свој брод крију иза горуће Пенсаколе. То је остао једини велики брод адмирала Рајта који је избегао торпедни погодак. Последњи брод у америчкој колони, крстарица Нортемптон добија два торпеда, највероватније испаљених са разарача Ојашио. У 23:47 експлодирало је последње јапанско торпедо и оно је означило званичан крај битке. Америчке крстарице су још неко време пуцале на бродове за које нису знали да су то у ствари амерички разарачи који су се нашли на погрешном месту. Поред тога на америчким разарачима, услед конфузије, нису одмах видели ни сигнал за опозив.
Сутрадан, крстарица Нортемптон тоне. Остали амерички бродови су успели да дођу до острва Тулаги. Ремонтовани су и враћени у строј: августа 1943. крстарица Њу Орлеанс, септембра 1943. крстарица Минеаполис и у новембру 1943. крстарица Пенсакола.
У наредних неколико дана, Танака врши други и трећи покушај снабдевања Гвадалканала. Међутим, напади америчких авиона и торпедних чамаца су били толико успешни да је свега око 300 пловећих дискова са залихама стигло до јапанских трупа. Као резултат тога што су били одсечени од хране и медицинске опреме, гладовање и маларија су узели велики данак у 17. армији генерала Хијакутаке.

## Танака
Тасафаронга је постала синоним за уништење много јачег непријатеља. Преимућство контраадмирала Рајта било је вишеструко. Он је имао више бродова, више тешких топова, више торпедних апарата и радаре, но победио је Танака. Почетком јануара 1943. године, командант „токио експреса“ је враћен у Јапан и постављен на штабној дужности. По тајном програму за спасавање елите, који је функционисао без застоја, Танака је дочекао капитулацију Јапана у једној бурманској бази. Он је живео дуго након рата, мада заборављен, као и сви адмирали комбиноване флоте који су преживели рат. Ипак он је остао једини непобеђени јапански адмирал током целог рата на Пацифику.